# NGC 5797
NGC 5797 је лентикуларна галаксија у сазвежђу Волар која се налази на NGC листи објеката дубоког неба.
Деклинација објекта је + 49° 41' 44" а ректасцензија 14h 56m 23,9s. Привидна величина (магнитуда) објекта NGC 5797 износи 12,8 а фотографска магнитуда 13,7. NGC 5797 је још познат и под ознакама UGC 9619, MCG 8-27-36, CGCG 248-30, near SAO 45288, PGC 53408.